# Liga II 2012-2013
La Liga II 2012-2013 è la settantatreesima edizione del secondo livello del campionato rumeno. È formata da due Serie con 16 squadre ciascuna. Le prime due classificate di ogni serie vengono promosse in Liga I mentre le ultime tre vengono retrocesse in Liga III.

## Squadre

### Seria 1
| Club                | Città      | Stadio                  | Capienza |
| ------------------- | ---------- | ----------------------- | -------- |
| Astra Giurgiu II    | Giurgiu    | Marin Anastasovici      | 7.000    |
| Bacău               | Bacău      | Municipal               | 17.500   |
| Botoșani            | Botoșani   | Municipal               | 12.000   |
| Dacia Unirea Brăila | Brăila     | Municipal               | 18.000   |
| ACS Buftea          | Buftea     | Stadionul Orășenesc     | 1.500    |
| Callatis Mangalia   | Mangalia   | Central                 | 5.000    |
| Târgoviște          | Târgoviște | Stadionul Eugen Popescu | 10.000   |
| Delta Tulcea        | Tulcea     | Delta                   | 12.000   |
| Dinamo II Bucarest  | Bucarest   | Florea Dumitrache       | 1.500    |
| Dunărea Galați      | Galați     | Dunărea                 | 23.000   |
| Farul Costanza      | Costanza   | Farul                   | 15.500   |
| Otopeni             | Otopeni    | Otopeni                 | 1.200    |
| Rapid Suceava       | Suceava    | Stadionul Areni         | 12.000   |
| Săgeata Năvodari    | Năvodari   | Petromidia              | 5.000    |
| Sportul Studențesc  | Bucarest   | Stadio Regie            | 11.000   |
| Unirea Slobozia     | Slobozia   | Stadionul 1 Mai         | 5.000    |

### Seria 2
| Club                      | Città          | Stadio               | Capienza |
| ------------------------- | -------------- | -------------------- | -------- |
| Argeș Pitești             | Pitești        | Nicolae Dobrin       | 15.000   |
| Minaur Baia Mare          | Baia Mare      | Viorel Mateianu      | 15.500   |
| Bihor Oradea              | Oradea         | Iuliu Bodola         | 18.000   |
| Corona Brașov             | Brașov         | Stadionul Carpați    | 1.200    |
| Damila Măciuca            | Măciuca        | Stadionul Damila     | 3.000    |
| Luceafărul Oradea         | Oradea         | Luceafărul           | 1.000    |
| Mioveni                   | Mioveni        | Stadio Dacia         | 7.000    |
| Olt Slatina               | Slatina        | Municipal            | 4.000    |
| Olt Slatina 2009          | Slatina        | Stadionul 1 Mai      | 13.000   |
| SSU Politehnica Timișoara | Timișoara      | Dan Păltinișanu      | 32.972   |
| Râmnicu Vâlcea            | Râmnicu Vâlcea | Municipal            | 12.000   |
| Timișoara                 | Timișoara      | Dan Păltinișanu      | 32.972   |
| Târgu Mureș               | Târgu Mureș    | Municipal            | 8.000    |
| Unirea Alba Iulia         | Alba Iulia     | Cetate               | 18.000   |
| UTA Arad                  | Arad           | Francisc von Neumann | 7.287    |
| Voința Sibiu              | Sibiu          | Stadio Municipal     | 14.200   |

## Classifiche

### Seria 1
|  |     | Classifica 2012-2013 | Pti | G  | V  | N | P  | GF | GS | DR  |
|  | --- | -------------------- | --- | -- | -- | - | -- | -- | -- | --- |
|  | 1.  | Botoșani             | 53  | 24 | 17 | 2 | 5  | 47 | 19 | +28 |
|  | 2.  | Săgeata Năvodari     | 46  | 24 | 14 | 4 | 6  | 43 | 29 | +14 |
|  | 3.  | Delta Tulcea         | 42  | 24 | 12 | 6 | 6  | 45 | 22 | +23 |
|  | 4.  | Otopeni              | 41  | 24 | 12 | 5 | 7  | 37 | 27 | +10 |
|  | 5.  | Dacia Unirea Brăila  | 40  | 24 | 12 | 4 | 8  | 39 | 35 | +4  |
|  | 6.  | ACS Buftea           | 32  | 24 | 9  | 5 | 10 | 34 | 38 | -4  |
|  | 7.  | Unirea Slobozia      | 30  | 24 | 7  | 9 | 8  | 35 | 38 | -3  |
|  | 8.  | Dunărea Galați       | 28  | 24 | 8  | 4 | 12 | 23 | 30 | -7  |
|  | 9.  | Sportul Studențesc   | 28  | 24 | 9  | 1 | 13 | 26 | 53 | -27 |
|  | 10. | Farul Costanza       | 27  | 24 | 8  | 3 | 13 | 35 | 41 | -6  |
|  | 11. | Târgoviște           | 26  | 24 | 7  | 5 | 12 | 33 | 41 | -8  |
|  | 12. | Rapid Suceava        | 24  | 24 | 6  | 6 | 11 | 33 | 41 | -8  |
|  | 13. | Dinamo II Bucarest   | 24  | 24 | 5  | 4 | 15 | 27 | 44 | -17 |
|  | 14. | Bacău                | 0   | 0  | 0  | 0 | 0  | 0  | 0  | 0   |
|  | 15. | Callatis Mangalia    | 0   | 0  | 0  | 0 | 0  | 0  | 0  | 0   |
|  | 16. | Astra Giurgiu II     | 0   | 0  | 0  | 0 | 0  | 0  | 0  | 0   |

#### Verdetti
- Botosani e Sageata Navodari promossi in Liga I 2013-14
- Rapid Suceava, Dinamo Bucarest II, Bacau, Callatis Mangalia e Astra Giurgiu II retrocessi in Liga III 2013-14

### Seria 2
|  |     | Classifica 2012-2013      | Pti | G  | V  | N  | P  | GF | GS | DR  |
|  | --- | ------------------------- | --- | -- | -- | -- | -- | -- | -- | --- |
|  | 1.  | Corona Brașov             | 48  | 24 | 14 | 6  | 4  | 41 | 22 | +19 |
|  | 2.  | SSU Politehnica Timișoara | 45  | 24 | 12 | 9  | 3  | 39 | 19 | +20 |
|  | 3.  | Damila Măciuca            | 44  | 24 | 13 | 5  | 6  | 38 | 22 | +16 |
|  | 4.  | UTA Arad                  | 40  | 24 | 11 | 7  | 6  | 29 | 17 | +12 |
|  | 5.  | Târgu Mureș               | 35  | 24 | 10 | 5  | 9  | 31 | 29 | +2  |
|  | 6.  | Râmnicu Vâlcea            | 34  | 24 | 10 | 4  | 10 | 27 | 28 | -1  |
|  | 7.  | Bihor Oradea              | 33  | 24 | 8  | 9  | 7  | 35 | 31 | +4  |
|  | 8.  | Mioveni                   | 32  | 24 | 7  | 11 | 6  | 27 | 23 | +4  |
|  | 9.  | Argeș Pitești             | 28  | 24 | 8  | 4  | 12 | 31 | 43 | -12 |
|  | 10. | Luceafărul Oradea         | 14  | 24 | 3  | 5  | 4  | 12 | 15 | -3  |
|  | 11. | Minaur Baia Mare          | 26  | 24 | 6  | 8  | 10 | 25 | 32 | -8  |
|  | 12. | Olt Slatina               | 22  | 24 | 4  | 10 | 10 | 27 | 29 | -2  |
|  | 12. | Unirea Alba Iulia         | 14  | 24 | 4  | 2  | 18 | 15 | 55 | -40 |
|  | 14. | Voința Sibiu              | 0   | 0  | 0  | 0  | 0  | 0  | 0  | 0   |
|  | 15. | Timișoara                 | 0   | 0  | 0  | 0  | 0  | 0  | 0  | 0   |
|  | 16. | Olt Slatina 2009          | 0   | 0  | 0  | 0  | 0  | 0  | 0  | 0   |

#### Verdetti
- Corona Brasov e Poli Timisoara promossi in Liga I 2013-14
- Olt Slatina, Unirea Alba Iulia, Vointa Sibiu, Timisoara e Olt Slatina (2009) retrocessi in Liga III 2013-14